# 快樂的科學
《快樂的科學》（意大利语：la gaya scienza），又作《歡愉的智慧》（德语：Die fröhliche Wissenschaft）為德國哲學家尼采所著的一本哲學作品，初版於1882年，主要以許多簡短的格言集結而成。許多尼采著名的概念都首次出現於本書，如上帝已死（108節）、永恆輪迴等。在此書中尼采的經驗主義及懷疑主義達到最高峰。

## 出版信息
- 《歡悅的智慧》志文出版 1982年出版 余鴻榮譯